# 罗西尼耶尔
罗西尼耶尔（法語：Rossinière）是瑞士联邦西部法语区的沃州下设的一个镇。在行政上属于湖滨高地区管辖。罗西尼耶尔的总面积为23.36平方公里。截至2010年底，总人口为507。

## 历史
罗西尼耶尔最早见于780年的文献（Ransonery）。这一名称可能来自当地方言词“rossena”，意为谷物晾晒架。

## 地理
罗西尼耶尔位于莱芒湖东部的山区，境内有韦尔内湖。

## 名人
波兰裔法国画家巴尔蒂斯晚年居住于此，直到2001年病逝。

## 图集

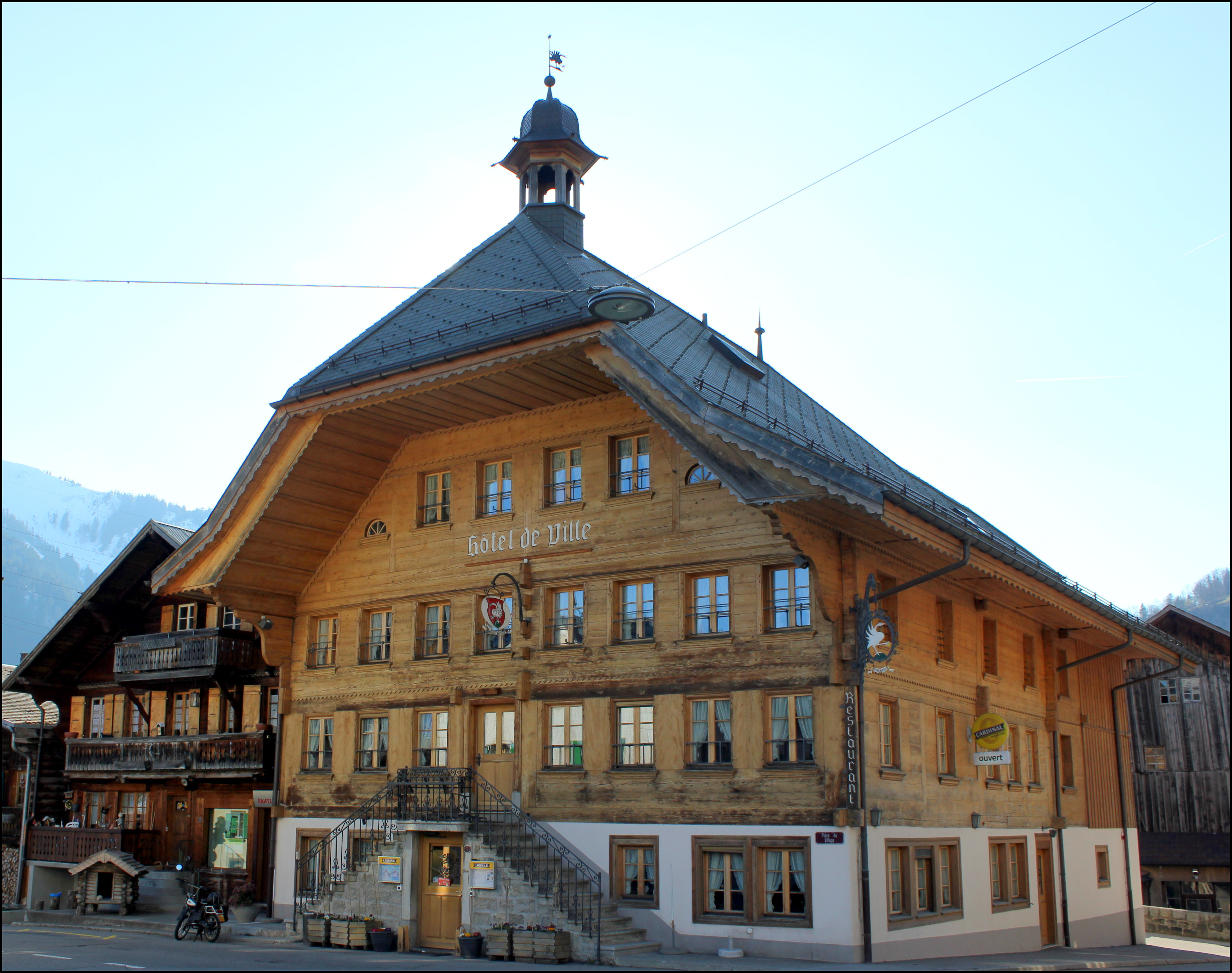
镇政府
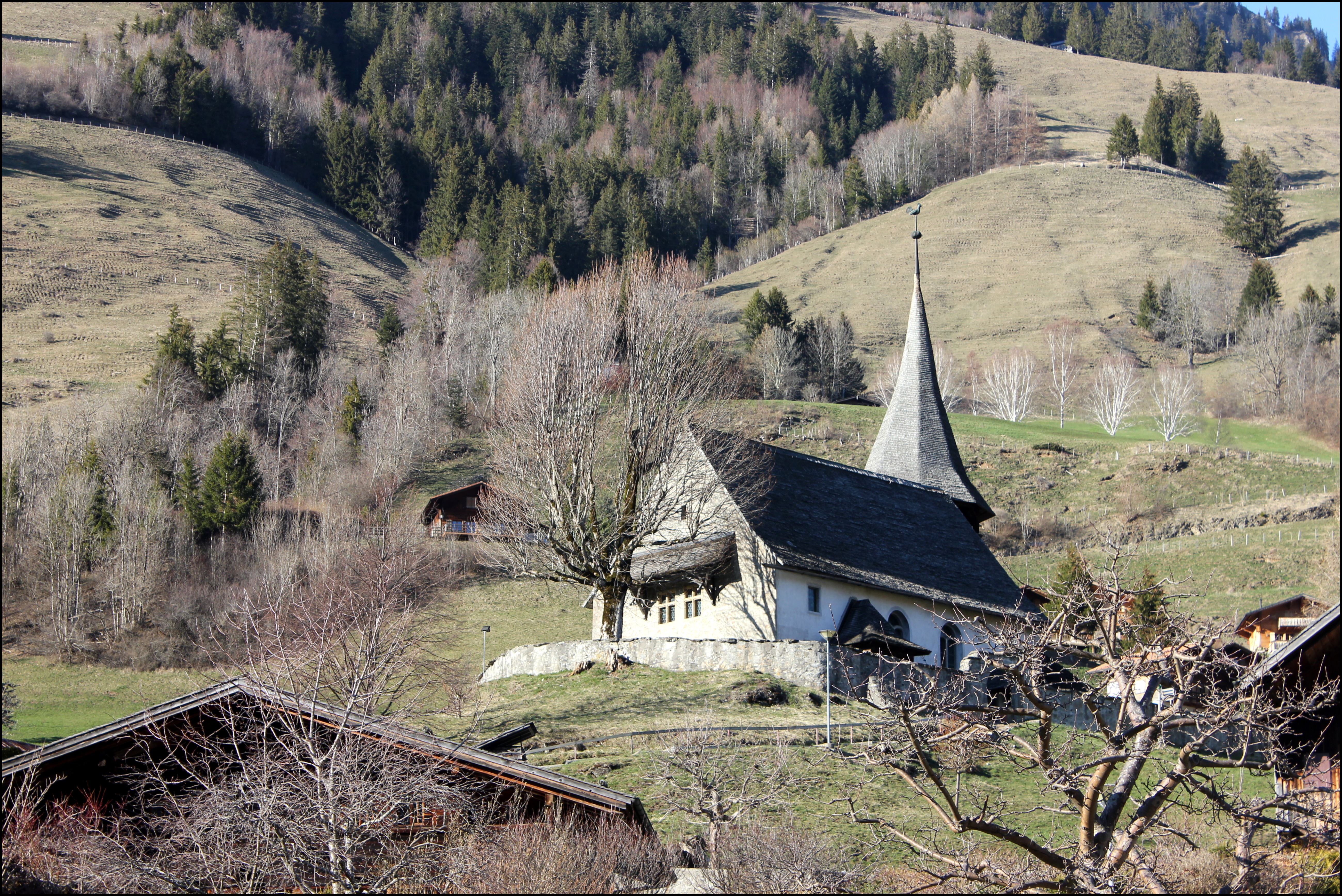
教堂
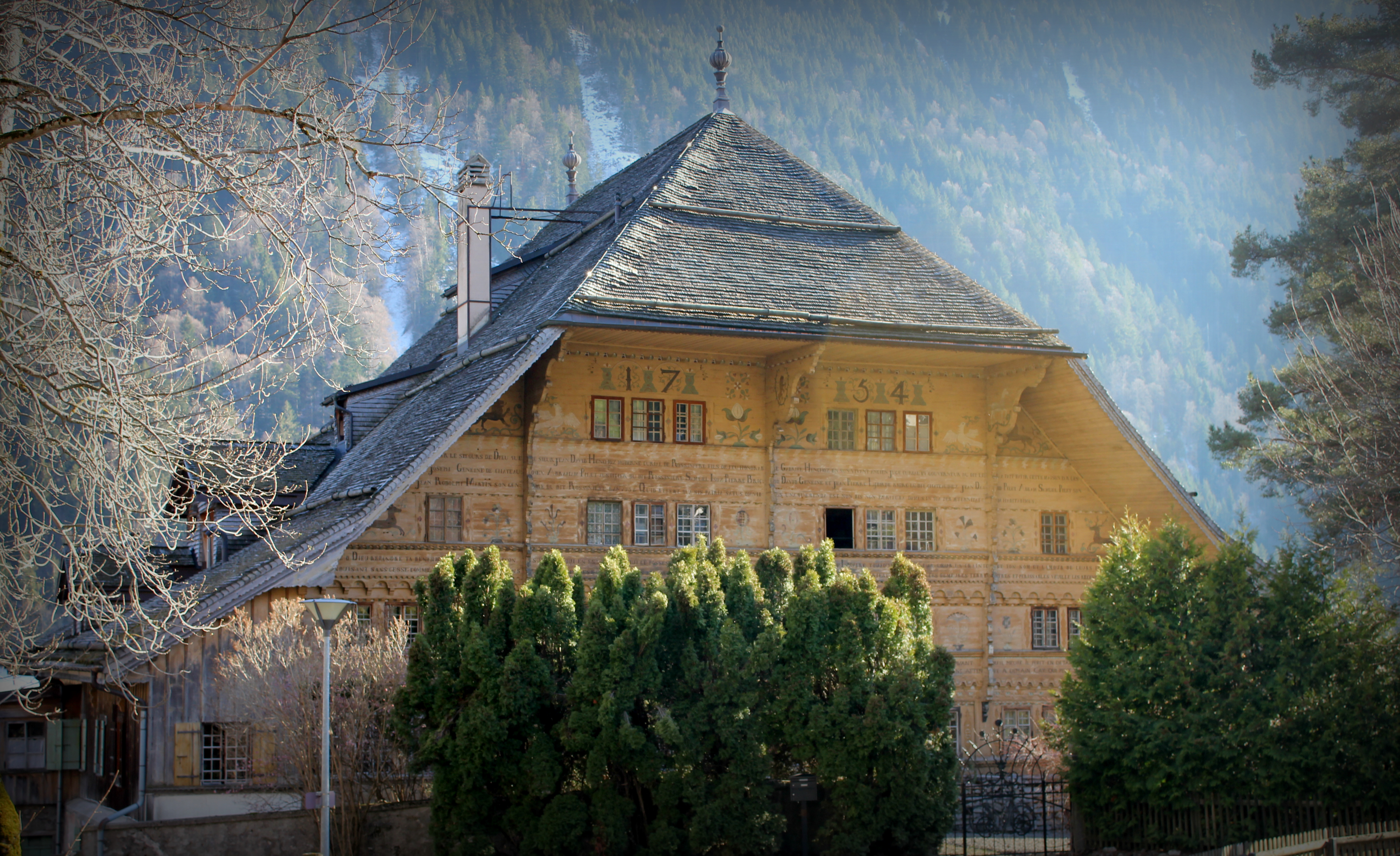
大木屋即巴尔蒂斯故居